# Stazione di Villanova d'Arda
La stazione di Villanova d'Arda è una stazione ferroviaria posta lungo la linea Cremona-Fidenza, a servizio del centro abitato di Villanova sull'Arda.

## Storia

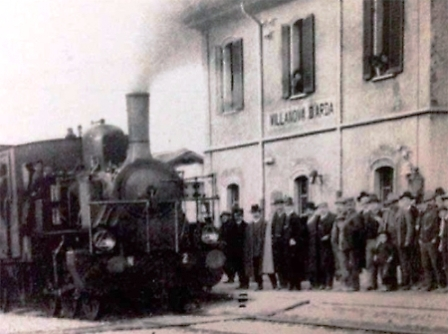
Treno a Villanova d'Arda, durante la gestione SIFT

La stazione fu inaugurata contestualmente all'attivazione della ferrovia Cremona-Fidenza, avvenuta il 12 settembre 1906 ad opera della Società Italiana Ferrovie e Tramvie (SIFT).
Nel 1912 la concessione fu riscattata dallo Stato e la linea venne incorporata nella rete FS.
La trazione elettrica venne attivata il 27 maggio 1979.
Nel 2000, nell'ambito della riorganizzazione delle Ferrovie dello Stato, tutti gli impianti lungo la linea passarono al neocostituito gestore dell'infrastruttura Rete Ferroviaria Italiana.

## Strutture ed impianti
Il fabbricato viaggiatori è un edificio a due piani; il piazzale conta due binari per il servizio passeggeri e un piccolo scalo merci con un magazzino merci.

## Movimento
La stazione è servita da corse regionali svolte da Trenitalia Tper nell'ambito del contratto di servizio con la regione Emilia-Romagna.
È inoltre servita dalla coppia giornaliera dei treni della Freccia della Versilia, che collega Bergamo a Pisa Centrale (e prima dell'orario 1999-2000 era attestato a Livorno Centrale).
A novembre 2019, la stazione risultava frequentata da un traffico giornaliero medio di circa 130 persone (73 saliti + 57 discesi).

## Servizi
La stazione è classificata da RFI nella categoria bronze.